# 罗曼·卡尔曼

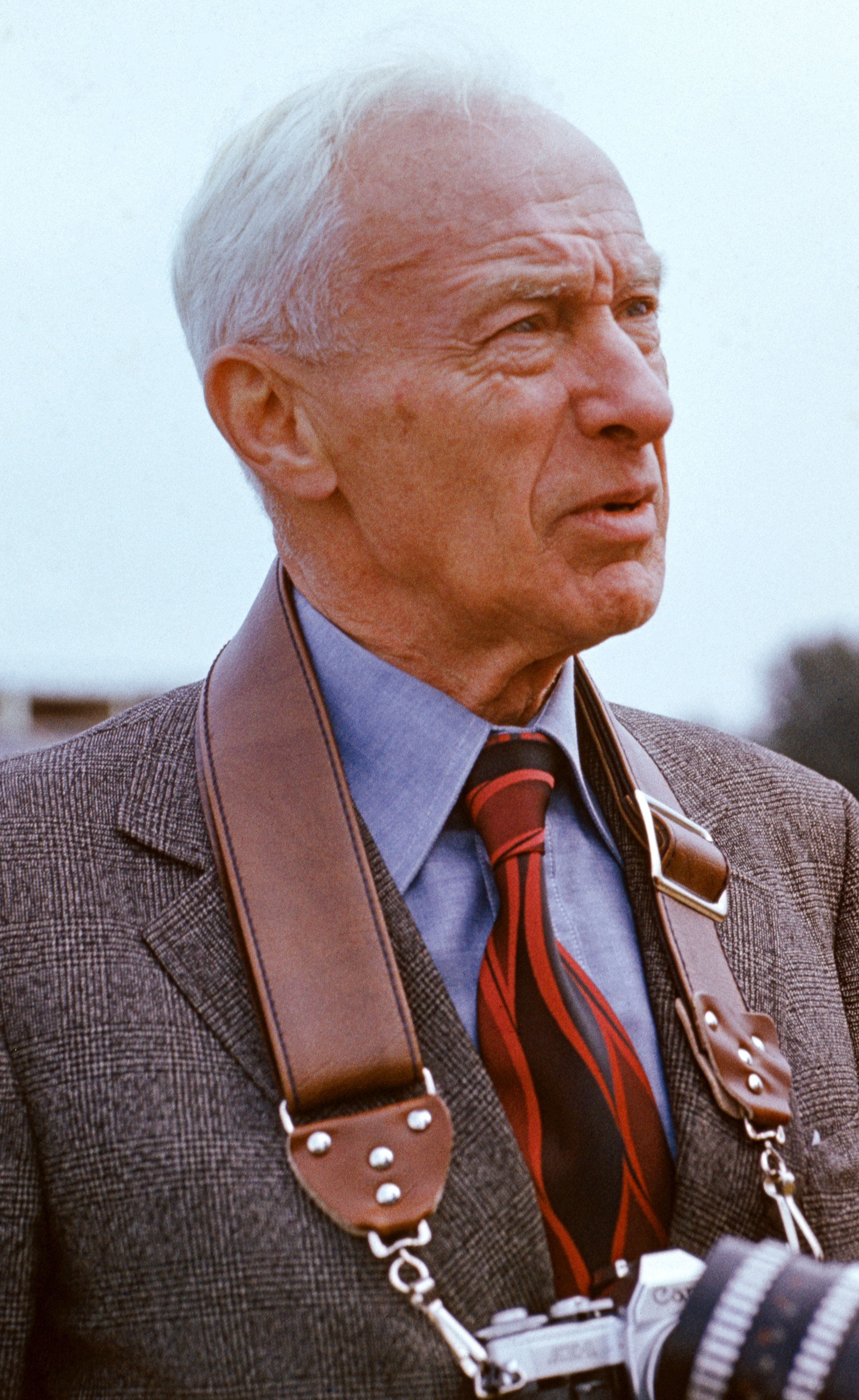
1975

罗曼·拉扎列维奇·卡尔曼（俄语：Кармен, Роман Лазаревич，1906年11月29日—1978年4月28日），苏联著名纪录电影先驱、摄影家、电影导演、编剧、战地记者。以拍摄和报道西班牙内战而闻名。为报纸和杂志撰写了许多文章、回忆录、书籍。荣获社会主义劳动英雄、人民艺术家称号。
罗曼·卡尔曼以战争纪录电影闻名。亲身参加了西班牙内战、中国抗日战争、苏德战争中莫斯科会战、列寧格勒圍城戰等战役，担任苏军多个方面军的电影组组长。实地拍摄了斯大林格勒保卢斯元帅投降，1945年德国签署无条件投降法案。以及越南抗法独立战争、古巴革命战争等。
在各国的革命战争年代，罗曼·卡尔曼就实地采访了中国的毛泽东、越南的胡志明、古巴的菲德尔·卡斯特罗以及大选上台的智利总统萨尔瓦多·阿连德并拍摄了纪录电影。

## 生平
生于敖德萨一个犹太家庭。父亲是作家拉扎尔·奥西波维奇·卡尔曼(1876-1920)，母亲是意第绪语小说翻译家迪娜·利沃夫娜·莱普纳 (1885-1938)。十月革命后，拉扎尔·卡尔曼在敖德萨的布尔什维克报刊宣传工作，白军占领敖德萨后被关入监狱感染了重症肺结核，1920年春天病逝。
二十年代初期，罗曼·卡尔曼在一所劳动学校学习，兼职卖报，全家生活贫困。在这段艰难时期，罗曼患上了斑疹伤寒。 1922年，和母亲用出版父亲选集的版费移居莫斯科。报考莫斯科鲍曼高等技术学校未被录取。在莫斯科的商店当职员，业余在工人学校学习。母亲为当时刚刚复刊的《星火》杂志撰写文学作品，设法安排他在这家杂志社担任摄影记者。被录用后，罗曼情绪激动地离开了编辑部，手里拿着第一张记者证：“它是米哈伊尔·科尔佐夫签名的，我把它作为珍贵的遗物保存到今天”。1923年9月，罗曼发表了第一张照片，这是他在《星火》杂志编辑委员会的指示下拍摄的，介绍了抵达莫斯科的保加利亚革命者瓦西里·科拉羅夫。正是从这个时候，从这期杂志开始，罗曼才真正开始关在新闻和后来的纪录片方面的工作：“我被摄影彻底带走了。在《星火》杂志社的工作对我来说是一所很棒的技能学校”。拍摄的第一个重大新闻是在工会大厦柱廊拍摄列宁葬礼。
1923-1930年，在《星火》、《聚焦》、《苏联照片》杂志担任摄影记者。参加了“俄罗斯无产阶级摄影师协会”。有一段时间，与插图丰富的艺术和文学杂志《三十天》合作，该杂志成立于1925年。 
1926年在新闻大厦举办的第一次苏联摄影报道展以及1927年的“苏联摄影十年”展览中，罗曼的摄影作品得到了充分的赞赏，是最年轻的获奖者。其中最令人难忘和最重要的摄影报道，包括沃爾霍夫苏联第一座水电站开工、沙图拉发电厂盛大投产运营、第聂伯河水电站开工、建设库基斯沃姆乔尔市、高尔基重返苏联、红场阅兵等。罗曼回忆：“摄影报道是我创作的重要组成部分，它是我的激情所在，是一所卓越的学校，一所新闻学院”。在他的摄影报道工作中，他经常遇到摄影师，熟悉摄影技术并开始认真思考与静态摄影相比，电影报道有更大的表现能力。
触动罗曼转入纪录电影业的最重要事件是埃罗费耶娃执导的电影《到幸福的港湾》。1929年罗曼进入国立电影学院摄影系，1932年毕业。他的第一部电影是1929年一系列关于农业集体化的故事。 1930年，《工厂厨房》问世，在同行中获得了知名度和认可。1930年开始在中央纪录片制片厂工作。 1934年7月，拍摄了一部H·G·威尔斯抵达莫斯科访问的纪录片电影报道。这是罗曼第一部有声电影采访。威尔斯在采访中说：“1920年我在俄罗斯见到了列宁。列宁告诉我：‘十年后到我们这里来。’的确，十四年过去了，但我还是来了。”。1936年，作为摄影师参与了迪那摩运动俱乐部“高尔基-卡拉库姆-帕米尔-莫斯科”乘用汽车测试拉力赛。

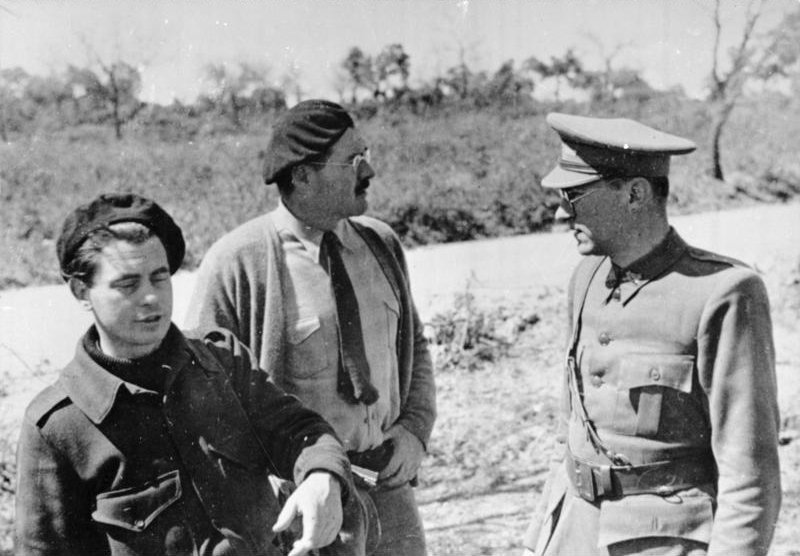
1936年西班牙内战期间的尤里斯·伊文思（左）、欧内斯特·海明威（中）和路德维希·雷恩。

西班牙内战爆发后，卡曼十分关注报纸上关于西班牙的新闻报道，渴望也参与到内战中。卡曼决定尽其所能去西班牙。为此，写了一封请愿书，其主要内容可简明扼要概述为：“苏联摄影师今天必须在那里”。他带着这份请愿书到莫斯科克里姆林宫的通信处，写上“致约瑟夫·维萨里奥诺维奇·斯大林亲启”。两周后，卡曼被召到电影总局局长鲍里斯·舒米亚茨基那里，被批准与鲍里斯·康斯坦丁诺维奇·马卡谢耶夫出差前往西班牙开战新闻报道。在柏林转机飞抵巴黎，才获得了入境西班牙的签证，然后到达西班牙巴斯克地區的伊倫。当时那里正在激烈战斗。苏联摄影师深入战地，立即开始拍摄，之后返回巴黎冲洗制作了他们的“西班牙编年史”第一部。苏联摄影师再入西班牙—在巴塞罗那、马德里见到了作家、记者米哈伊尔·科尔佐夫、德国作家路德维希·雷恩和欧内斯特·海明威。与荷兰纪录片电影家尤里斯·伊文思一起拍摄了电影《西班牙土地》(1937)。后来在苏德战争期间，海明威从古巴给卡曼寄来一封信，信中表示相信卡曼身处险境，希望在第二战线开通后见面。信的落款是：“您好！致敬！你的海明威”。卡曼和鲍里斯·康斯坦丁诺维奇·马卡谢耶夫在西班牙前线拍摄的镜头被剪辑成特别新闻短片“西班牙的事件”。在西班牙，卡曼还为《消息报》撰写新闻报道。后来，康斯坦丁·西蒙诺夫注意到卡曼拍摄的西班牙内战的镜头，开始欣赏和理解这部作品背后是一个军事摄影师的艰辛和勇敢的工作：

   为了欣赏一个前线摄影师的勇气，当时没有现在的技术，没有现在强大的长焦镜头，看着这些老镜头，每次你都要在心里想象那个拍电影的人在什么地方，摄影机如何摆放是。现在，战后的我们可以很好地想象这一点并欣赏卡曼从一开始就在前线坚持工作的非凡勇气。

1938年，卡曼参加北极地区科学考察工作，登上苏联最北端的魯道夫島。还担任过《苏联建设》杂志摄影记者。
赴中国拍摄抗日战争：“从那里，卡曼从中国带来了一部带有火药味的电影，讲述了中国人民不屈不挠的勇气”。
1939年加入苏联共产党（布尔什维克）。1940年加入苏联作家协会。
苏德战争爆发后，1941年6月25日应征入伍，担任报道员、西北方面军电影组组长，在莫斯科会战和列寧格勒圍城戰前线拍摄新闻电影，还为《消息报》新闻摄影、撰写战地报道，并为合众国际社担任战地记者。因为苏联不允许外国记者上前线，外媒通过苏联新闻局与苏联记者和作家合作报道战地新闻。
1942年8月，参与拍摄温斯顿·丘吉尔访问苏联。领导中央方面军、西方面军、烏克蘭第2方面軍电影组。 1943年2月，在斯大林格勒拍摄了保卢斯元帅的投降，并于1943年2月1日拍摄了罗科索夫斯基“对保卢斯的审讯”，后来被世界媒体广泛报道使用。罗曼本人当时三天没睡，与搭档鲍里斯·伊里奇·谢尔紧急飞往莫斯科，把拍摄的斯大林格勒方面军和顿河方面军作战部队在斯大林格勒战役击败德军的电影片段送到首都。拍摄了华沙解放。是最早拍摄马伊达内克集中营的摄影师之一。参与了1945年攻占柯尼斯堡战役中夺取尼曼河、维斯杜拉河和奥得河渡口的战斗。与近卫坦克第2集团军部队一起完成了从维斯杜拉河到奧得河的战斗历程。
1945年4月26日，在苏联近卫坦克第2集团军坦克第22军攻入柏林西门子施塔特地区的战斗中，卡曼得到了一部与柏林市中心，特别是帝国总理府能通话的电话。卡曼想给宣传部长约瑟夫·戈培尔打电话，在苏军翻译维克多·博耶夫的帮助下，苏联军官伪装成柏林居民需要与戈培尔就一件重要而紧急的事情进行交谈。在拨通帝国宣传部长办公室后，翻译自称是一名想与戈培尔博士交谈的苏联官员。博耶夫问戈培尔还要德军还要抵抗多久，部长回答说几个月时间。卡曼回忆：在谈话结束时，博耶夫说“请记住，戈培尔先生，我们会在任何地方找到你，无论你逃到哪里，绞刑架已经为你准备好了”。事后立即把电话交谈速记复制几份发给莫斯科。博耶夫回忆近卫坦克第2集团军司令员“博格丹诺夫非常愤怒。他和其他指挥官认为我错过了谈判投降条件的绝佳机会。唯一使我免于因我所做的事情而受到惩罚的事情是不久之后我们部队的快速前进”。
1945年5月8日，卡曼在柏林拍摄了德国无条件投降的签字仪式。卡曼回忆，在朱可夫元帅要求德国投降代表团团长威廉·凯特尔签署投降书后，大厅里摄影师和摄影师开始疯狂一拥而上：

所有人都像着魔似的冲到主席台前，用手肘互相推开，在桌椅上人压人，忘记了礼节，忘记了对军官的承诺，推开了大将和海军上将。我幸运冲到了前排，然后被推到一边，然后我的头部好像撞倒了美国海军上将的三脚架的把手，又被推回到前排，心中一个念头、一种感觉——拍摄，拍摄，不惜一切代价，不惜一切代价，只为拍摄！..

当天宴会持续了整夜，苏联军官、盟国代表和外国记者参加了宴会。作家西蒙诺夫以前只从卡曼的电影中了解这个人，但在战争期间与卡曼在前线的许多部门、苏联和德国的城市与他多次会面。西蒙诺夫写：“他飞行了四年，在战争的道路上行驶、行走和爬行。如果正确地说人才就是工作，那么这确实是一项凶猛的工作，充满了危险和艰辛”。根据西蒙诺夫的说法，如果没有卡曼的作品，那些战争年代的纪录片拍摄就像没有伊利亚·爱伦堡的文章一样，无法想象战时新闻报道是个什么样。
在纽伦堡审判期间，作为苏联电影组成员，拍摄了用在电影“人民法庭”（1946年）中的素材，并与维托沃伊-斯维洛娃共同执导、编剧。
1945年，拍摄了一场纪念阿尔巴尼亚解放的阅兵式。
1954年5月16日苏联摄影小组前往越北丛林解放区，“拍摄一部关于越南的电影，反映越南人民争取独立的斗争”。在越南六个多月，为纪录片《越南》（1955）拍摄了大约四万米的彩色胶片。
1960年在国立电影学院执教，任纪录片导演制作系主任。1965年兼任苏联电影家协会理事。1970年获得教授职称。
1977年，罗曼成为苏美联合制作的系列纪录片《卫国战争》的艺术总监和导演。为了准备纪录片材料，使用剪辑了3000万米的胶片素材，从中挑选剪辑出17小时电影纪录片。工作非常争议、苛刻，因为该片需要向美国观众展示苏联人民反对纳粹的战争，而美国观众对这个话题的了解可以忽略不计。美国人认为主要材料应该是彩色的，但只有苏联1945年胜利游行的拍摄是彩色的。卡曼支持美国同行采访战争传奇英雄——无腿战斗机飞行员马列西耶夫、苏联头号战斗机飞行员阔日杜布、苏联二号战斗机飞行员波克雷什金、斯大林格勒的英雄将领崔可夫、罗季姆采夫、巴托夫、舒米洛夫，在德國國會大廈楼顶插旗的梅利顿·瓦尔拉莫维奇·坎塔里亚。该系列纪录片的创作协议于1977年4月18日签署，1977年8月，美国方面剧组来苏联，与卡曼一起在莫斯科、摩尔曼斯克、列宁格勒、布列斯特、明斯克、Template:Bsl、基辅、娘子谷大屠殺、伏尔加格勒、新罗西斯克和“小地”外景拍摄。1977年10月28日录制了对勃列日涅夫的采访，11月16日录制了对柯西金的采访，11月28日录制了对乌斯季诺夫的采访。1978年2月，罗曼等苏方剧组人员飞往美国。1978年3月在莫斯科举行第二轮剧本磋商，决定一起写剧本，花了一个月的时间完成。包括为《解放波兰》配音，涉及波兰战役、华沙起义和卡廷等敏感话题。
这部史诗系列纪录片严重损害了罗曼的健康。他未能出席首映。1978年4月28日因心肌梗塞在莫斯科逝世，告别仪式在电影院大厅举行。 葬于新圣女公墓。

## 获得荣誉
- 社会主义劳动英雄（1976年3月18日）
- 苏联人民艺术家（1966年11月29日）
- 列宁奖获得者（1960年）获奖影片《里海石油工人的故事》和《海洋征服者》
- 斯大林一等奖（1942年）——电影“新世界日”
- 斯大林二等奖（1947 年）——电影《万国宫》（1947年）
- 斯大林三等奖 (1952) - 电影《苏维埃土库曼斯坦》
- 苏联国家奖（1975年）——电影《燃烧的大陆》（1973 年），智利——斗争时期，焦虑时期，同志们”（1974）。
- 东德国家奖 (1970) - 电影《柏林同志》
- 两枚列宁勋章（1976 年）
- 两枚劳动红旗勋章（1940、1957）
- 红星勋章（1937年，因在西班牙作战）
- 红旗勋章 (1944)  - 敌前强渡納雷夫河时表现出的勇气
- 劳动勋章（越南） (1955)
- “保卫莫斯科”勋章
- “保卫斯大林格勒”勋章
- “在 1941-1945 年卫国战争中战胜德国”奖章。
- “1941-1945 年卫国战争胜利二十年”奖章。
- “1941-1945 年卫国战争胜利三十年”奖章。
- “攻克柏林”奖章
- 退伍军人勋章
- “苏联武装力量50周年”奖章
- “苏联武装力量 60 周年”奖章
- “纪念莫斯科建城800周年”奖章
- 奖章“为了勇敢的劳动。纪念弗拉基米尔·伊里奇·列宁诞辰 100 周年”

## 纪念
敖德萨的一条街道以的罗曼·卡尔曼名字命名。
1980年，在罗曼从1970年至1978年居住的莫斯科房屋，一座带有浅浮雕肖像的纪念铜牌揭幕。
2001年，法国纪录片导演Dominique Chapuis与Patrick Barbéris制作了一部90分钟电影，名字为《Roman Karmen: A Cineast In The Revolution's Service》。2002年，Barbéris 出版了一部评传《Roman Karmen, A Red Legend》。

## 电影作品目录
- 1939: Испания (《西班牙》), 关于西班牙内战
- 1942: Ленинград в борьбе (《战斗中的列宁格勒》), 关于列寧格勒圍城戰
- 1942: Разгром немецких войск под Москвой (《在莫斯科城下击溃德寇（英语：Moscow Strikes Back）》)，关于莫斯科会战
- 1945: Берлин (《攻陷柏林-1945（英语：Fall of Berlin – 1945）》)，关于柏林会战。
- 1946: Суд народов (《人民的审判（英语：Nuremberg Trials (film)）》)，关于纽伦堡审判。
- 1953: Повесть о нефтяниках Каспия (《里海石油工人的故事》)
- 1955: Вьетнам (《越南》)，关于奠边府战役
- 1956: Утро Индии (《早安印度》)
- 1958: 《我们祖国多么广大（英语：Great Is My Country）》苏联第一部全景电影。
- 1959: Покорители моря (海洋的征服者)获列宁奖金
- 1961: Пылающий остров (《燃烧的岛屿》), 关于猪湾入侵
- 1965: Великая отечественная (苏联伟大卫国战争胜利二十周年之际，用珍贵的历史影像资料编辑的20集电影史诗纪录片《伟大的卫国战争 (1965年20集纪录片)（英语：The Unknown War (TV series)）》)
- 1967: Гренада, Гренада, Гренада моя… (《格林纳达，格林纳达，我的格林纳达...》)，与康斯坦丁·西蒙诺夫联合执导，关于西班牙内战中，国际反法西斯主义者在国际纵队的旗帜下，与法西斯主义斗争的故事
- 1969: Товарищ Берлин (《柏林同志》)
- 1972: Пылающий континент (《燃烧的大陆》)
- 1976: Сердце Корвалана (《科瓦兰之心》), 关于被羁押的智利共产党总书记路易斯·科瓦兰（英语：Luis Corvalán）